# Unghia fessa

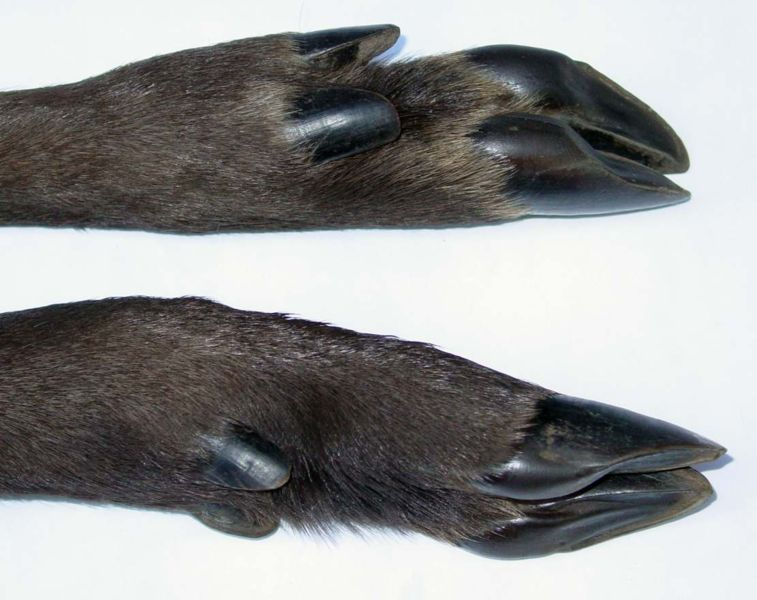
Zoccolo
di un capriolo (Capreolus capreolus)

Unghia fessa è una espressione che indica lo zoccolo di un mammifero artiodattilo diviso in due parti (dita).
Esempi di mammiferi dotati di tale tipo di zoccolo sono bovini, cervi, maiali, antilopi, gazzelle, capre e pecore.
Nel folclore e nella cultura popolare, l'unghia fessa è stata a lungo associata al diavolo. 
Le due "dita" degli animali dotati di unghia fessa sono omologhi al terzo e al quarto dito della mano; il termine "unghia" alla posizione relativa nella zampa: quella esterna o unghia laterale e quella interna, o unghia media. Lo spazio tra le due unghie è chiamato "fenditura interdigitale"; l'area ricoperta di pelle è detta "pelle interdigitale".
La ricopertura esterna dura dello zoccolo è detta "parete dello zoccolo" o corno. Si tratta di una superficie dura, simile a quella delle unghie delle dita umane.
La destrezza ottenibile da mammiferi ad "unghia fessa" quali le capre delle nevi e le pecore selvatiche, combinata con un guscio esterno duro e un cuscinetto interno morbido e flessibile fornisce una eccellente trazione nei loro precari habitat.

## Evoluzione
Si è ipotizzato da parte dei paleontologi che durante il periodo Eocene gli abitanti delle paludi dotati di zoccolo portassero il peso del loro corpo prevalentemente sulle dita mediane, che crebbero in egual misura, diventando così artiodattili o animali a zoccoli pari. Prima della fine dell'Eocene le dita laterali di alcuni si sono ridotte, praticamente fino a sparire mentre le parti di base o "metapodiali" di sostegno si fusero insieme, producendo in apparenza un'unghia fessa.
Il mammifero con l'unghia fessa è un ungulato dell'ordine degli artiodattili, in contrapposizione agli ungulati con numero dispari di dita cioè i perissodattili, come il cavallo, che ha un dito, o il rinoceronte, che ne ha tre.
Gli antenati a cinque dita del primo Eocene, avevano già sviluppato piedi che suggerivano discendenti con dita dispari e con dita pari nel periodo attuale.
Anche il Fenacodo, il più generico dei primi mammiferi, ha un piede nel quale il dito centrale è un po' più ampio degli altri e può essere classificato fra gli ungulati a dita dispari, i Perissodattili.

## Significato nell'ebraismo
La distinzione fra animali a unghia fessa e non ha una elevata rilevanza per le leggi alimentari dell'ebraismo (casherut), come stabilito nella Torah e nel Talmud.
Animali che masticano sia il loro bolo (ruminano, cioè rigurgitano il cibo, parzialmente digerito da uno speciale stomaco, nella bocca per masticarlo nuovamente per una seconda volta come parte del loro processo digestivo) e hanno zoccoli "spaccati" in due parti (essendo lo zoccolo costituito da una suola dura e da una parete dura formata da un'unghia spessa), costituiscono cibo permesso (detto cioè cibo kosher, lett. "adatto") agli ebrei. Gli animali che non hanno nessuna di queste due caratteristiche o ne hanno una sola sono considerati animali impuri (treif, non adatti al consumo alimentare) e la religione Ebraica vieta il consumo delle relative carni.
Questa norma esclude anche il cammello dalla lista degli animali le cui carni sono mangiabili (kosher = adatto) poiché, sebbene esso rumini, non possiede vere e proprie unghie: esso cammina su dita leggere che hanno poco più di un'unghia che dà la sola apparenza di uno zoccolo. Parimenti il maiale, che sebbene abbia vere unghie fesse, non rumina. Altri animali domestici quali cani e gatti non hanno alcuna delle caratteristiche sopra descritte e quindi è vietato dalla religione ebraica il consumo delle relative carni.